# No te escaparás
|  |

El aguafuerte No te escaparás es un grabado de la serie Los Caprichos del pintor español Francisco de Goya. Está numerado con el número 72 en la serie de 80 estampas. Se publicó en 1799.

## Interpretaciones de la estampa
Existen varios manuscritos contemporáneos que explican las láminas de los Caprichos. El que se encuentra en el Museo del Prado se tiene como autógrafo de Goya, pero parece más bien despistar y buscar un significado moralizante que encubra significados más arriesgados para el autor. Otros dos, el que perteneció a Ayala y el que se encuentra en la Biblioteca Nacional, realzan la parte más escabrosa de las láminas.
- Explicación de esta estampa del manuscrito del Museo del Prado: Nunca se escapa la que se quiere dejar coger.[2]

- Manuscrito de Ayala: La Duten perseguida por Godoy. Duro y llore.[2]

- Manuscrito de la Biblioteca Nacional: En vano huye una hermosa bailarina de los muchos pajarracos que la persiguen: el más atrevido, o el más cazurro elevado en hombros de otros, caerá sobre ella más tarde o temprano. (Ore, Duro, Godoy y la Dutim.)[2]